# Балтійська крейсерська митна флотилія

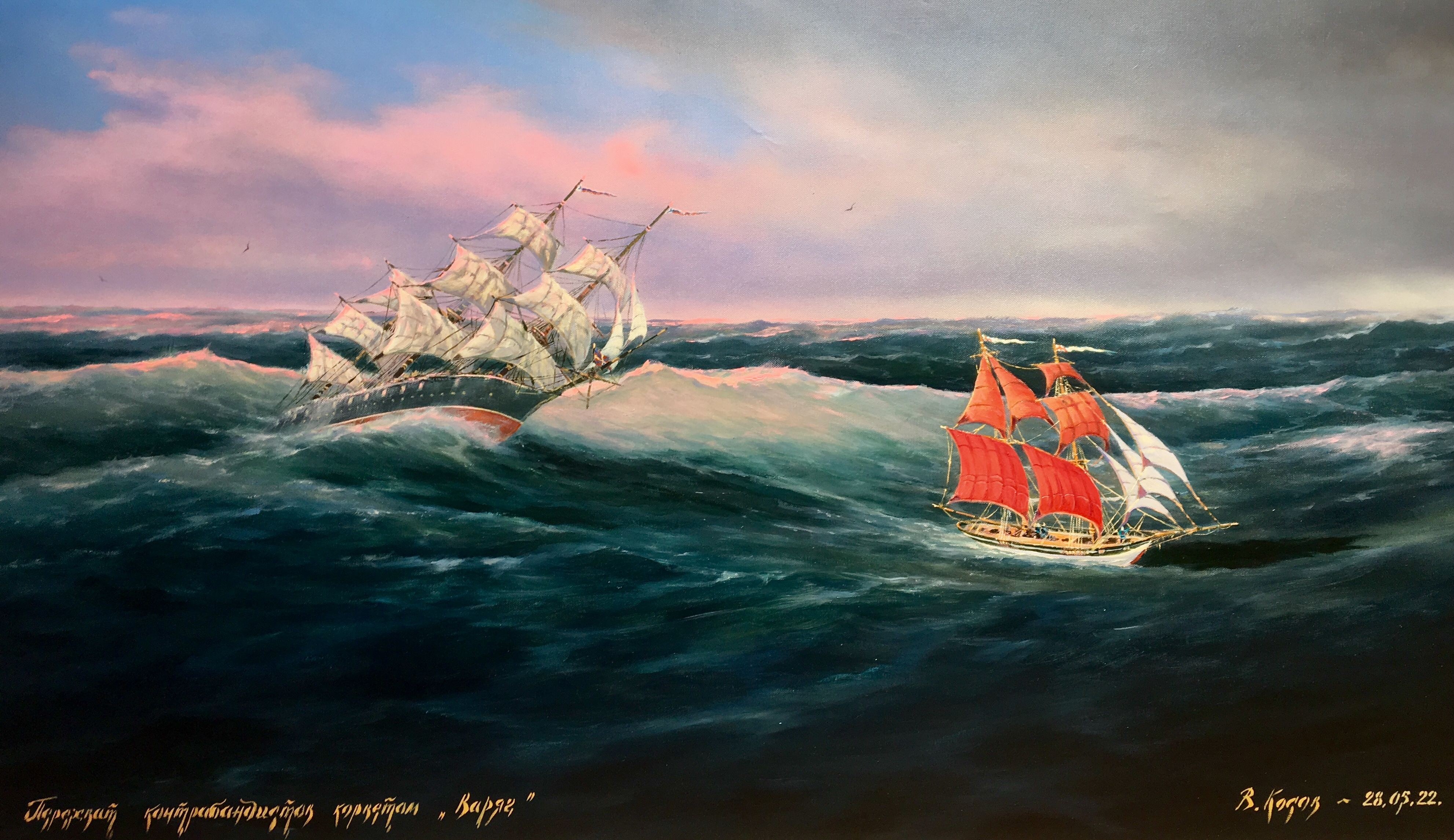
Балтійська крейсерська флотилія. Перехоплення контрабандистів корветом Варяг -1872-1873 гг.

Балтійська крейсерська митна флотилія — об'єднання кораблів Балтійського флоту, створене указом Олександра II 4 липня 1873 року з метою запобігання контрабанді.

## Історія
Ініціатива створення флотилії належала Міністерству фінансів Російської імперії, потім формування тривалий час перебувало у віданні цього міністерства. Основне завдання флотилії — несення митної крейсерської служби уздовж Балтійського узбережжя. У воєнний час використовувалась в крейсерській війні. Першим командувачем флотилією був призначений контр-адмірал П. Я. Шкот.
На 1880 рік флотилія складалася з 3 парових шхун і 7 парових баркасів, укомплектованих офіцерами і нижніми чинами від флоту.
У 1893 році увійшла до складу Окремого корпусу прикордонної варти.
У 1897 році Балтійська митна крейсерська флотилія і органи управління нею були скасовані. Судна флотилії виключалися зі списку військового флоту і передавалися Міністерству фінансів.